# Cratere Flammarion (Marte)
Flammarion è un cratere sulla superficie di Marte.
Il cratere è dedicato all'astronomo francese Camille Flammarion.